# イノセンツ
『イノセンツ』（ノルウェー語：De uskyldige）は、エスキル・フォクトが脚本・監督を務めた2021年の超自然ホラー映画。2021年7月11日に第74回カンヌ国際映画祭の「ある視点」部門でプレミア上映された。

## キャスト
| 役名         | 俳優                                     | 日本語吹替 |
| ------------ | ---------------------------------------- | ---------- |
| イーダ       | ラーケル・レノーラ・フレットゥム         | 諸星すみれ |
| アナ         | アルヴァ・ブリンスモ・ラームスタ         | 潘めぐみ   |
| ベン         | サム・アシュラフ                         | 田村睦心   |
| アイシャ     | ミナ・ヤスミン・ブレムセット・アシェイム | 宇山玲加   |
| アンリエッタ | エレン・ドリト・ピーターセン             | 田村睦心   |

## 公開
本作は、2021年7月11日に第74回カンヌ国際映画祭の「ある視点」部門でワールドプレミア上映された。その後、2021年9月にテキサス州オースティンのファンタスティック・フェストで上映された。同月初め、IFCミッドナイトがこの映画の米国配給権を取得し、2022年5月13日に限定公開された。2022年10月18日にRLJエンターテインメントによってVODでリリースされた。

## 評価

### 興行収入
本作は、アメリカとカナダで25,705ドル、その他の地域で206,366ドル、全世界で232,071ドルの興行収入を上げた。制作費は320万～340万ドル。

### 批評家の反応
批評集積サイトRotten Tomatoesでは、112人の批評家のレビューのうち96%が肯定的で、平均評価は10点満点中7.6点となっている。同サイトの総評は「『イノセンツ』は、エンドロールが終わっても長く記憶に残る、力強い演技のスリラーで、青春の純粋さをぞっとさせるほど破壊している」となっている。加重平均を採用しているMetacriticは、24人の批評家に基づいて、この映画に100点満点中79点を付けており、「概ね好意的な」レビューを示している。